# The Analogues
 (octobre 2020).
Si vous disposez d'ouvrages ou d'articles de référence ou si vous connaissez des sites web de qualité traitant du thème abordé ici, merci de compléter l'article en donnant les références utiles à sa vérifiabilité et en les liant à la section « Notes et références ».
The Analogues est un groupe cover band (ou tribute band) néerlandais formé en 2014 et présentant la particularité de ne jouer sur scène que des titres des Beatles jamais interprétés en concert par ces derniers, c’est-à-dire enregistrés en studio après l’arrêt de leurs tournées le 29 août 1966 au Candlestick Park de San Francisco durant leurs cinq dernières années d’existence. Leur autre originalité est d’interpréter l’intégralité des titres de chaque album dans l’ordre où ils figurent sur les disques initiaux. Le but du groupe n’est pas de ressembler physiquement aux Beatles de l’époque, comme d'autres groupes de reprises, mais de reproduire le plus fidèlement possible, note pour note, leur son.

## Historique du groupe
En 2015 et 2016, la première tournée de The Analogues aux Pays-Bas et dans les pays limitrophes consiste en une interprétation du mimi album Magical Mystery Tour et des titres 45 tours sortis avant l’album Sgt. Pepper’s Lonely Hearts Club Band. Ce dernier album constitue le programme de leur tournée de 2017 incluant une performance au Ziggo Dome d’Amsterdam d’une capacité de 17 000 spectateurs le 1er juin 2017 pour célébrer les 50 ans de sa sortie. À cette occasion, la chaîne publique néerlandaise NTR diffuse un documentaire d’une heure présentant le méticuleux travail d’analyse par le groupe de chaque composition des Beatles et de leur utilisation expérimentale du matériel de studio, ainsi que leur recherche de vrais instruments identiques en vue de leur interprétation en public de l’album Sgt. Pepper’s. Avant qu’un album puisse être restitué sur scène, les différents niveaux d’arrangements sont entièrement retranscrits sur partitions.
En 2018 et 2019, la tournée qui comprend les Pays-Bas, la Belgique, l’Allemagne et le Royaume-Uni repose sur la reprise intégrale du double album de 1968 The Beatles également connu sous le nom de White Album. Le 30 juin 2019, le groupe interprète intégralement et dans l'ordre des plages le mythique album Abbey Road dans les studios homonymes, les lieux mêmes où il avait été enregistré. Puis, le 27 septembre 2019, 50 ans et un jour après la sortie de l'album, The Analogues se produisent à l’Olympia à Paris, pour la même performance.
La tournée 2020/2021, fortement perturbée par la crise sanitaire liée au Covid-19, s'appuie sur la reprise des albums Abbey Road  et Revolver.
Depuis début avril 2025, à l'occasion du 30e anniversaire de l'organisation d'aide aux enfants War Child, le groupe est parti d'Amsterdam à vélo pour se rendre en Ukraine afin d'attirer l'attention sur la situation des enfants dans les zones de guerre. Au cours de cette tournée à vélo de 30 jours, ils donnent de petits concerts dans des lieux sélectionnés avec un ensemble de compositions choisies des Beatles (sans orchestre) afin de récolter des fonds pour War Child,.

## Instruments

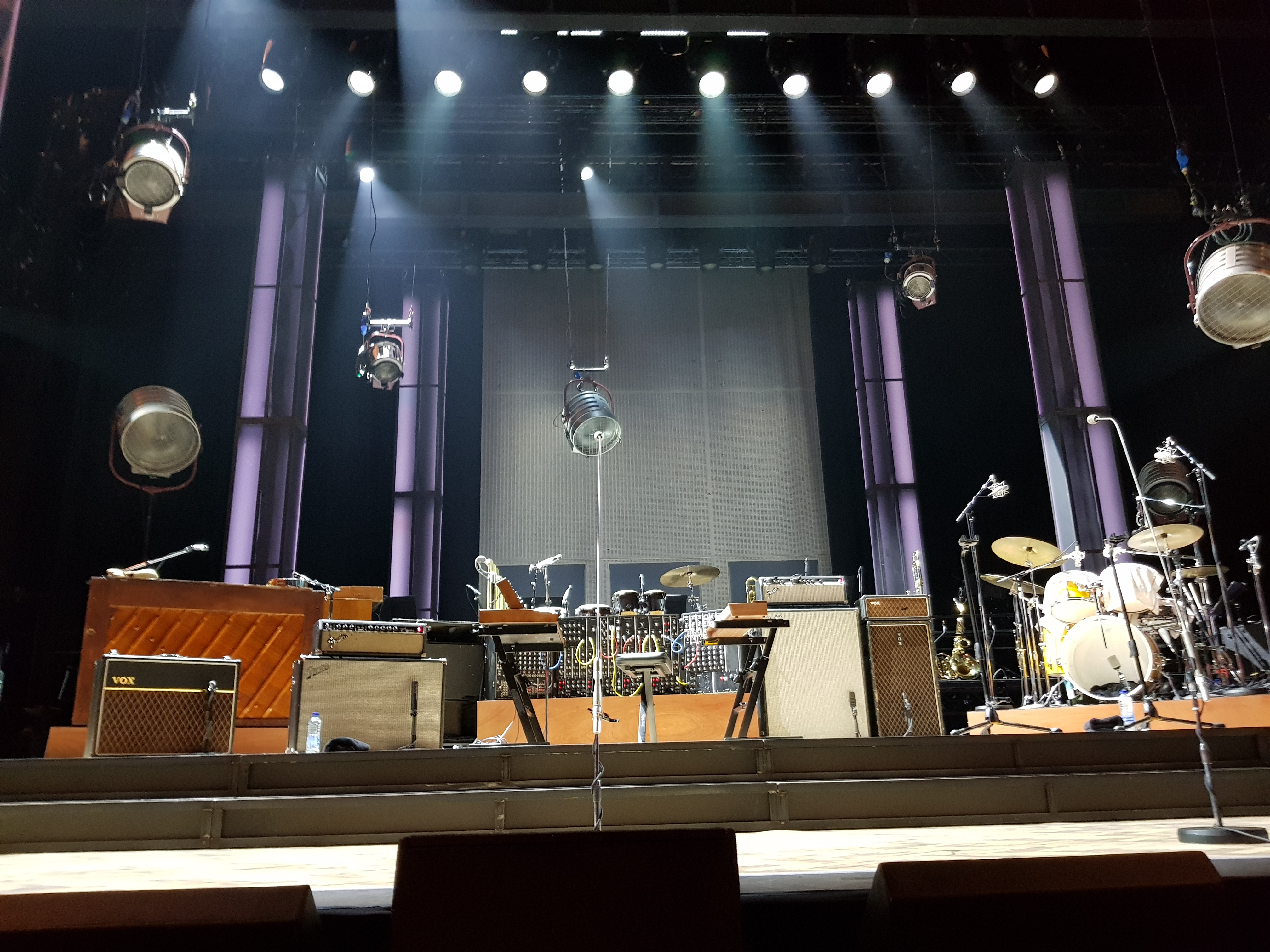
Instruments utilisés lors de la tournée Abbey Road 2019, Lotto Arena, Anvers

Pour sonner aussi près que possible des enregistrements originaux, The Analogues ont amassé une collection d’instruments musicaux tels qu'une guitare Rickenbacker noire et blanche semblable à celle de John Lennon, une Fender Stratocaster bleu pâle comme celle de George Harrison ou une basse violon Höfner 500/1 similaire à celle de Paul McCartney. Plusieurs instruments exotiques de musique indienne sont également utilisés durant leurs prestations tels le dilruba, le swarmandal, le tanpura, le tabla ou le sitar. Les autres instruments particuliers comprennent un harmonica d’un mètre de long pour The Fool on the Hill et un clavioline pour Baby, You’re a Rich Man.
Le premier analyste des titres est le bassiste et producteur Bart van Poppel. Après une étude minutieuse des arrangements d’un album et consultation du Beatles Gear, recueil détaillé de l’ensemble des instruments utilisés par les Beatles tout au long de leur carrière, ils cherchent le matériel nécessaire, comme un orgue Lowrey Heritage Deluxe de 1965 ou un des seulement trente mellotrons existants d’une série particulière utilisé dans l’intro de Strawberry Fields Forever.

## Musiciens
D'après le site officiel :

### Membres actuels
- Jac Bico : guitares, vocaux
- Fred Gehring : batterie, vocaux
- Felix Maginn : guitares, vocaux
- Diederik Nomden : claviers, guitares, vocaux
- Bart van Poppel : basse, claviers, vocaux, producteur

### Ancien membre
- Jan van der Meij : guitares, vocaux, invité sur The White Album

### Musiciens additionnels
- Annemieke IJzerman : harpe sur She's Leaving Home (Sgt. Pepper's live)
- Niti Ranjan Biwas : tabla sur Within You, Without You (Sgt. Pepper's live)
- Orchestre sur The White Album : Marieke de Bruijn ; Jacobs Plooij ; Camilla van der Kooij ; Jos Teeken ; Allard Robert ; Jean Pierre Grannetia ; Michel Lamers ; Christof May ; Léon Klaasse ; Dorienne Marselje